# Guatemala International 2018
Die Guatemala International 2018 im Badminton fanden vom 26. bis zum 30. September 2018 in Guatemala-Stadt statt.

## Sieger und Platzierte
| Disziplin    | Gold                               | Silber                             | Bronze                                                   |
| ------------ | ---------------------------------- | ---------------------------------- | -------------------------------------------------------- |
| Herreneinzel | Kevin Cordón                       | Timothy Lam                        | Bernardo Atilano                                         |
| Herreneinzel | Kevin Cordón                       | Timothy Lam                        | Osleni Guerrero                                          |
| Dameneinzel  | Talia Ng                           | Katie Ho-Shue                      | Fabiana Silva                                            |
| Dameneinzel  | Talia Ng                           | Katie Ho-Shue                      | Nikte Sotomayor                                          |
| Herrendoppel | Rubén Castellanos Anibal Marroquín | Osleni Guerrero Leodannis Martínez | Joshua Hurlburt-Yu Duncan Yao                            |
| Herrendoppel | Rubén Castellanos Anibal Marroquín | Osleni Guerrero Leodannis Martínez | Mathieu Morneau Nicolas Nguyen                           |
| Damendoppel  | Talia Ng Josephine Wu              | Eliana Zhang Wendy Zhang           | Katie Ho-Shue Alexandra Mocanu                           |
| Damendoppel  | Talia Ng Josephine Wu              | Eliana Zhang Wendy Zhang           | Nairoby Abigail Jiménez Bermary Altagracia Polanco Muñoz |
| Mixed        | Joshua Hurlburt-Yu Josephine Wu    | Leodannis Martínez Taymara Oropesa | Fabrício Farias Jaqueline Lima                           |
| Mixed        | Joshua Hurlburt-Yu Josephine Wu    | Leodannis Martínez Taymara Oropesa | Jonathan Bing Tsan Lai Katie Ho-Shue                     |